# Croix Blanche de Bonnay
La croix blanche de Bonnay est une croix de chemin catholique située sur le territoire de Bonnay, dans le département de Saône-et-Loire, en France.

## Présentation
Cette croix date du XIIIe siècle.
Elle fait l’objet d’un classement au titre des monuments historiques en 1991.
En 1956, la croix qui était en ruine a été restaurée par un maçon de Cormatin.
Elle est constituée par un socle carré sans gradin et un piédestal prismatique de section octogonale d'environ 40 centimètres de hauteur et 60 centimètres de diamètre. Le fût est composé de huit cylindres de pierre de 40 centimètres environ de diamètre, de hauteur irrégulière, empilés et formant une colonne de 4 mètres. La croix, comparable à celles dites antéfixes, porte des extrémités trilobées.
Il est possible, compte tenu de son implantation, qu'il s'agisse d'une ancienne borne marquant la séparation entre le Mâconnais et le duché de Bourgogne.